# Calle Levíes
La calle Levíes es una vía pública de la ciudad española de Sevilla.

## Descripción
La vía discurre desde la calle San José hasta San Bartolomé. Aparece descrita en la Noticia histórica del origen de los nombres de las calles de esta ciudad de Sevilla (1839) de Félix González de León con las siguientes palabras:

Calle de los Levies. Levies, ó Levieìs. linage antiguo de los judios, y de nobleza entre ellos, de quien toma el nombre la calle, por haber habitado en ella. La hallo tambien nombrada del Correo Mayor, por haber tenido en ella su casa: corresponde al cuartel B. y á la parroquia de san Bartolomé, fué de la antigua Alhania, es estrecha con varias revueltas, y pasa de la plaza de san Bartolomé al convento y plazoleta de san José, sin que tenga nada que observar.
(González de León, 1839, pp. 345-346)